# Copa Santa Catarina de 2013
A Copa Santa Catarina de 2013 foi a 15.ª edição do segundo principal torneio de futebol de Santa Catarina e foi disputada entre os dias 16 de outubro e 15 de dezembro. O campeão, recebe o direito de participar da Copa do Brasil de 2014 e da Série D do Campeonato Brasileiro de 2014. Se este já estiver classificado às séries A, B ou C, o vice-campeão assumirá. Se este também estiver, a vaga será repassada para o 3º colocado (o que somou mais pontos na soma de todo o campeonato, além do campeão e vice e assim por diante.
O Joinville garantiu o título da competição com uma rodada de antecedência, seguido do Metropolitano que ficou com o vice-campeonato.

## Regulamento
A competição foi disputada em três Fases, 1ª Fase (Inicial), 2ª Fase (Sextas-de-final) e 3ª Fase (Quadrangular). Nas três fases todas as equipes iniciarão sempre a disputa com zero pontos ganhos.
A equipe que se sagrar a Campeã da Copa Santa Catarina de 2013 será a terceira representante da Federação Catarinense de Futebol na Copa do Brasil de 2014, bem como será a segunda representante da FCF na Série D do Campeonato Brasileiro de 2014, ambas competições promovidas e administradas pela Confederação Brasileira de Futebol (CBF). Se esta já estiver classificada às séries A, B ou C, a vice-campeã assumirá. Se esta também estiver, a vaga será repassada para a 3º colocada (a que somou mais pontos na soma de todo o campeonato, além da campeã e vice e assim por diante.

### 1ª Fase (Inicial)
Nesta fase as equipes foram agrupadas em grupos e jogarão entre si, somente dentro do grupo, em turno e returno, com contagem corrida de pontos ganhos, classificando-se para a disputa da 2ª Fase (Sextas-de-final) as duas primeiras colocadas de cada grupo.

### 2ª Fase (Sextas-de-final)
Esta fase foi disputada pelas equipes que obtiverem as primeiras e segundas colocações nos três grupos da 1ª Fase (Inicial), que foram agrupadas conforme abaixo e jogarão entre si em dois jogos (ida e volta), classificando-se para a 3ª Fase (Quadrangular) apenas a vencedora de cada grupo:
Grupo "D": 1ª colocada do Grupo "C" da 1ª Fase X 2ª colocada do Grupo "A" da 1ª Fase;
Grupo "E": 1ª colocada do Grupo "A" da 1ª Fase X 2ª colocada do Grupo "B" da 1ª Fase;
Grupo "F": 1ª colocada do Grupo "B" da 1ª Fase X 2ª colocada do Grupo "C" da 1ª Fase;
É considerada vencedora da disputa a equipe que, após o jogo de volta (segunda 
partida), obtiver o maior número de pontos ganhos. Se, após o jogo de volta, as equipes terminarem empatadas em número de pontos ganhos, independente do saldo de gols e de outros índices técnicos, haverá uma prorrogação de trinta minutos, com dois tempos de quinze, para se conhecer a equipe vencedora da disputa. Caso a prorrogação termine empatada, é considerada 
vencedora da disputa a equipe mandante do jogo de volta (segunda partida). Será mandante do jogo de volta (segunda partida) a equipe que obtiver a primeira colocação nos grupos "A", "B" e "C" da 1ª Fase (Inicial).

### 3ª Fase (Quadrangular)
Esta fase foi disputada pelo Joinville Esporte Clube e pelas três equipes que se classificaram na 2ª Fase, que jogarão todas entre si, em sistema de turno e returno, com contagem corrida de pontos ganhos, sendo que a primeira colocada foi considerada a Campeã da Copa Santa Catarina de 2013.

### Critérios de desempate
Caso duas ou mais equipes terminarem a disputa das 1ª e 3ªs Fases (Inicial e Quadrangular) empatadas em número de pontos ganhos o desempate é estabelecido sucessivamente pelos seguintes índices técnicos:
1. maior número de vitórias;
2. maior saldo de gols;
3. maior número de gols pró;
4. confronto direto, somente no caso de empate entre duas equipes;
5. menor número de cartões vermelhos recebidos;
6. menor número de cartões amarelos recebidos;
7. sorteio público.

Caso venha a ser aplicado o disposto no item 4, considerar-se-á a soma dos dois jogos realizados entre ambas as equipes, e, se persistir o empate, o desempate dar-se-á pelo maior número de gols marcados na casa do adversário.

### Classificação final
A equipe que for a primeira colocada da 3ª Fase (Quadrangular) será considerada a primeira colocada da competição e lhe será atribuído o título de Campeã, ficando, conseqüentemente, a
segunda colocada daquela Fase com a segunda colocação e com o título de Vice-Campeã.
As terceira e quarta colocadas da 3ª Fase (Quadrangular) serão consideradas as terceiras e quartas colocadas da competição.
As quinta, sexta e sétimas colocações ficarão com as equipes que disputarem a 2ª Fase 
(Sextas-de-final) que não se classificarem para a 3ª Fase (Quadrangular) e que obtiverem, 
respectivamente, o quinto, o sexto e o sétimo melhores índices técnicos naquela Fase (Sextas-de-final). As demais colocações da competição serão definidas através da classificação da 1ª Fase (Inicial), independentemente de grupo.

## Participantes
| Equipe              | Município      | Estádio                            | Título(s) (último) |
| ------------------- | -------------- | ---------------------------------- | ------------------ |
| Tubarão             | Tubarão        | Estádio Domingos Silveira Gonzales | ---                |
| Brusque             | Brusque        | Augusto Bauer                      | 3 (2010)           |
| Caçador             | Caçador        | Carlos Alberto Costa Neves         | ---                |
| Canoinhas           | Canoinhas      | Ditão                              | ---                |
| Guarani de Palhoça  | Palhoça        | Estádio Renato Silveira            | ---                |
| Imbituba            | Imbituba       | Emília Mendes Rodrigues            | ---                |
| Joinville           | Joinville      | Arena Joinville                    | 3 (2012)           |
| Juventus de Jaraguá | Jaraguá do Sul | João Marcatto                      | ---                |
| Metropolitano       | Blumenau       | Complexo Esportivo Bernardo Werner | ---                |
| Porto-SC            | Porto União    | Antiocho Pereira                   | ---                |

## 1ª Fase (Inicial)

### Grupo A
|  |                                            |
|  | Classificação à 2ª Fase (Sextas-de-final). |

Confrontos
 Para ler a tabela, a linha horizontal representa os jogos da equipe como mandante. A coluna vertical indica os jogos da equipe como visitante.
Jogos do Turno estão em vermelho e os jogos do Returno estão em azul.
|           | CAÇ | CAN | POR |
| --------- | --- | --- | --- |
| Caçador   | —   | 1-2 | 1-2 |
| Canoinhas | 1-1 | —   | 5-1 |
| Porto-SC  | 0-1 | 3-1 | —   |

| Vitória do mandante; | Vitória do visitante; | Empate. |

### Grupo B
|  |                                            |
|  | Classificação à 2ª Fase (Sextas-de-final). |

Confrontos
 Para ler a tabela, a linha horizontal representa os jogos da equipe como mandante. A coluna vertical indica os jogos da equipe como visitante.
Jogos do Turno estão em vermelho e os jogos do Returno estão em azul.
|                     | BRU | JUV | MET |
| ------------------- | --- | --- | --- |
| Brusque             | —   | 3-2 | 0-1 |
| Juventus de Jaraguá | 2-1 | —   | 0-1 |
| Metropolitano       | 2-1 | 1-1 | —   |

| Vitória do mandante; | Vitória do visitante; | Empate. |

### Grupo C
|  |                                            |
|  | Classificação à 2ª Fase (Sextas-de-final). |

Confrontos
 Para ler a tabela, a linha horizontal representa os jogos da equipe como mandante. A coluna vertical indica os jogos da equipe como visitante.
Jogos do Turno estão em vermelho e os jogos do Returno estão em azul.
|                    | ATT | GUA | IMB |
| ------------------ | --- | --- | --- |
| Tubarão            | —   | 0-0 | 2-1 |
| Guarani de Palhoça | 4-1 | —   | 1-0 |
| Imbituba           | 2-2 | 1-1 | —   |

| Vitória do mandante; | Vitória do visitante; | Empate. |

## 2ª Fase (Sextas-de-final)

### Grupo D
|  |                    |                    |   |   |
|  | Guarani de Palhoça | Guarani de Palhoça | 1 | 4 |
|  | Porto-SC           | Porto-SC           | 2 | 1 |

| 9 de novembro | Porto-SC              | 2 – 1  | Guarani de Palhoça | Estádio Antiocho Pereira, União da Vitória (PR) |
| 19h30         | Rafael 34' · Dudu 77' | Súmula | 15' Matheus Gaúcho | Público: 73 Árbitro: Ronan Marques da Rosa      |

| 15 de novembro | Guarani de Palhoça                                      | 4 – 1 (pro) | Porto-SC     | Estádio Renato Silveira                       |
| 17h00          | Matheus Gaúcho 15' · Clebinho 43', 98' · Vitor Hugo 91' | Súmula      | 13' Criciúma | Público: 75 Árbitro: Bráulio da Silva Machado |

### Grupo E
|  |                     |                     |   |   |
|  | Canoinhas           | Canoinhas           | 1 | 3 |
|  | Juventus de Jaraguá | Juventus de Jaraguá | 1 | 2 |

| 10 de novembro | Juventus de Jaraguá | 1 – 1  | Canoinhas  | Estádio João Marcatto, Jaraguá do Sul          |
| 17h00          | Rodrigo Crasso 78'  | Súmula | 57' Marlon | Público: 286 Árbitro: Bráulio da Silva Machado |

| 15 de novembro | Canoinhas                             | 3 – 2  | Juventus de Jaraguá  | Estádio Ditão, Canoinhas                    |
| 17h00          | Bispo 38' · Marcelo 55' · Fabinho 70' | Súmula | 53' Léo · 84' Cícero | Público: 445 Árbitro: Ronan Marques da Rosa |

### Grupo F
|  |               |               |   |   |
|  | Metropolitano | Metropolitano | 1 | 3 |
|  | Tubarão       | Tubarão       | 1 | 0 |

| 9 de novembro | Tubarão   | 1 – 1  | Metropolitano | Estádio Domingos Silveira Gonzales, Tubarão |
| 18h30         | Zilli 29' | Súmula | 13' Jones     | Público: 86 Árbitro: Célio Amorim           |

| 14 de novembro | Metropolitano                  | 3 – 0  | Tubarão | Complexo Esportivo Bernardo Werner              |
| 20h10          | Toni 52' · Alessandro 53', 64' | Súmula |         | Público: 377 Árbitro: Rodrigo D’Alonso Ferreira |

## 3ª Fase (Quadrangular)
|  |                                               |
|  | Equipe Campeã da Copa Santa Catarina de 2013. |

Confrontos
 Para ler a tabela, a linha horizontal representa os jogos da equipe como mandante. A coluna vertical indica os jogos da equipe como visitante.
Jogos do Turno estão em vermelho e os jogos do Returno estão em azul.
|                    | CAN | GUA | JOI | MET |
| ------------------ | --- | --- | --- | --- |
| Canoinhas          | —   | 0-1 | 0-3 | 0-0 |
| Guarani de Palhoça | 4-4 | —   | 0-2 | 1-2 |
| Joinville          | 1-0 | 3-1 | —   | 2-0 |
| Metropolitano      | 5-3 | 1-2 | 0-0 | —   |

| Vitória do mandante; | Vitória do visitante; | Empate. |

## Classificação final
|  |                                                                                       |
|  | Equipe Campeã da Copa Santa Catarina de 2013 e classificada à Copa do Brasil de 2014. |
|  | Equipe classificada à Série D do Campeonato Brasileiro de 2014.                       |

## Campeão Geral
| Campeão da Copa Santa Catarina 2013 |
| ----------------------------------- |
|                                     |
| JOINVILLE (4º título)               |

## Principais artilheiros
| Gols | Jogador          | Clube               |
| ---- | ---------------- | ------------------- |
| 6    | Clebinho         | Guarani de Palhoça  |
| 6    | Matheus Gaúcho   | Guarani de Palhoça  |
| 5    | Fernando Viana   | Joinville           |
| 5    | Jones            | Metropolitano       |
| 4    | Marcelo          | Canoinhas           |
| 4    | Marlon           | Canoinhas           |
| 3    | Alessandro       | Metropolitano       |
| 3    | Bruno Alves      | Metropolitano       |
| 3    | Cícero           | Juventus de Jaraguá |
| 3    | Diogo Dolem      | Guarani de Palhoça  |
| 3    | Edmar            | Metropolitano       |
| 3    | Eydison          | Brusque             |
| 3    | Leandro          | Porto-SC            |
| 3    | Stevys           | Canoinhas           |
| 2    | Bill             | Canoinhas           |
| 2    | Bispo            | Canoinhas           |
| 2    | Cacá             | Guarani de Palhoça  |
| 2    | Criciúma         | Porto-SC            |
| 2    | Dudu             | Porto-SC            |
| 2    | Fernando         | Canoinhas           |
| 2    | Leandro Branco   | Tubarão             |
| 2    | Lenno            | Caçador             |
| 2    | Marcelo Costa    | Joinville           |
| 2    | Matheus Carvalho | Joinville           |
| 2    | Rodrigo Crasso   | Juventus de Jaraguá |
| 2    | Toni             | Metropolitano       |

## Maiores públicos
Esses são os cinco maiores públicos do Campeonato:
| Nº | Público[PP] | Mandante      | Placar | Visitante          | Estádio                            | Data           | Rodada            |
| -- | ----------- | ------------- | ------ | ------------------ | ---------------------------------- | -------------- | ----------------- |
| 1  | 10 758      | Joinville     | 1–0    | Canoinhas          | Arena Joinville                    | 15 de dezembro | 6ª (Quadrangular) |
| 2  | 2 088       | Joinville     | 3–1    | Guarani de Palhoça | Arena Joinville                    | 26 de novembro | 2ª (Quadrangular) |
| 3  | 1 826       | Joinville     | 2–0    | Metropolitano      | Arena Joinville                    | 7 de dezembro  | 1ª (Returno)      |
| 4  | 1 088       | Canoinhas     | 0–3    | Joinville          | Estádio Ditão                      | 19 de novembro | 1ª (Quadrangular) |
| 5  | 543         | Metropolitano | 2–1    | Brusque            | Complexo Esportivo Bernardo Werner | 24 de outubro  | 3ª (Turno)        |

- PP. ^ Considera-se apenas o público pagante

## Média de público
Essas são as médias de público dos clubes no Campeonato. Considera-se apenas os jogos da equipe como mandante e o público pagante. Em alguns jogos, o público pagante não foi publicado pela Federação e não entraram para esta contagem:
| 1. Joinville – 4 891 2. Canoinhas – 486 3. Metropolitano – 360 4. Juventus de Jaraguá – 274 5. Caçador – 115 | 1. Tubarão – 98 2. Porto-SC – 70 3. Imbituba – 59 4. Guarani de Palhoça – 55 5. Brusque – 36 |